# Compatible Time-Sharing System
CTSS (Compatible Time-Sharing System, Sistema compatível de divisão por tempo) foi escrito por uma equipa do Centro Computacional do MIT, liderado pelo Prof. Fernando J. Corbató, conhecido por todos como Corby. Muito da pesquisa do CTSS foi patrocinada pela Fundação Nacional de Ciência dos Estados Unidos, National Science Foundation.
A versão do CTSS que foi disponibilizada para usuários foi demonstrada no IBM 7090 no MIT em Novembro de 1961. O CTSS foi descrito como um Sistema de compatilhamento no tempo experimental, por Fernando J. Corbató, Marjorie Merwin Daggett e Robert C. Daley na primavera de 1962 durante uma conferência intitulada Spring Joint Computer Conference. Na época, o software ainda não estava funcionando bem no IBM 7090.
Em 1963, O CTSS já funcionava bem e era suportado pelo hardware RPQs no IBM 7090, e pesquisadores de computadores por todo os Estados Unidos usavam o CTSS para computação interativa..